# Heliga gravens kyrka
Den heliga gravens kyrka, även Uppståndelsekyrkan, är en kyrkobyggnad i Jerusalem som räknas som en av de viktigaste helgedomarna i kristendomen. Enligt traditionen ligger kyrkan på Golgata, platsen för Jesu korsfästelse, och inuti kyrkan ligger den heliga graven där Jesus ska ha återuppstått från de döda. Byggnaden ligger i det kristna kvarteret i Jerusalems gamla stad och har varit ett mål för pilgrimsfärder ända sedan 300-talet. Idag är kyrkan en simultankyrka för totalt sex grenar av kristendomen och den delade kontrollen över byggnaden har i stort varit oförändrad i århundraden.
Kyrkans festdag är den 14 september och sammanfaller med Det heliga korsets upphöjelse. Kyrkan är en del av världsarvet Gamla staden i Jerusalem och dess murar.

## Historia

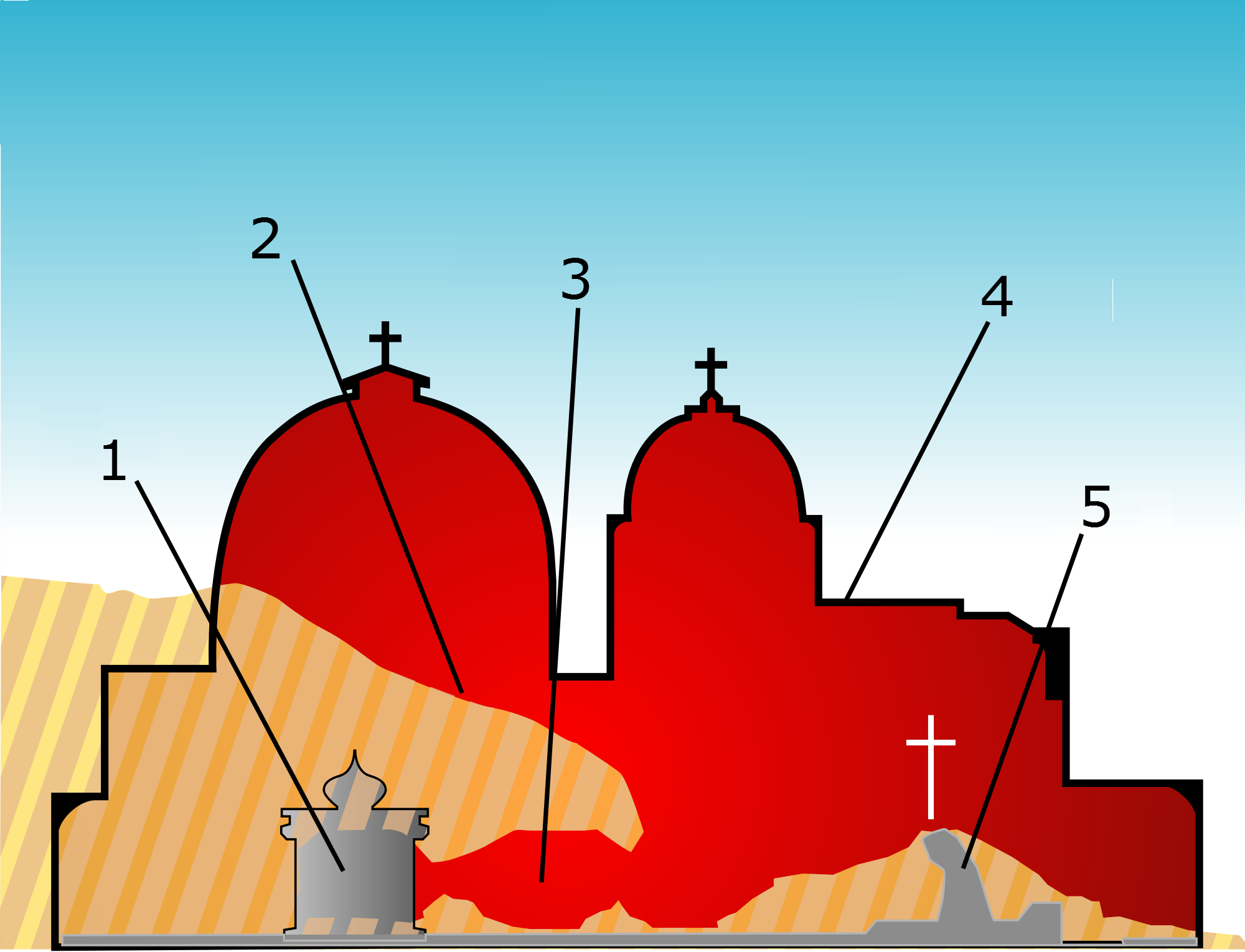
Schematisk genomskärning:
1. Kapell över gravkammaren 2. Slänt som frilagts sedan 300-talet för kyrkan 3. Bisättningslokal 4. Kyrkans kontur sedan 1800-talet 5. Golgataklippan.

Konstantin den stores mor Helena fick platsen påvisad under sin vallfärd till Jerusalem år 324. Det låg då ett romerskt tempel helgat till Venus där. Templet revs och en gravvård och en kulle upptäcktes, kullen utsågs till Golgata och en kyrka byggdes som stod klar år 335. Kyrkan brändes under belägringen av Jerusalem år 614 då den persiske storkungen Khusrov II ska ha tagit det sanna korset som krigsbyte. Den drabbades svårt av flera bränder och jordbävningar under de kommande århundradena, vissa så omfattande att kyrkan till stora delar förstördes, men förblev en välbesökt kristen helgedom även efter att araberna erövrade Jerusalem år 637. Den 18 oktober 1009 beordrade den fatimidiske kalifen al-Hakim bi-Amr Allah, som då regerade över Jerusalem, att kyrkan skulle totalförstöras. Kyrkan återuppbyggdes åren 1027-1048 med medel från den bysantinske kejsaren Konstantin IX efter en överenskommelse med den nya kalifen, al-Hakims son Ali az-Zahir.

### Korstågsperioden
Under det första korståget och korsfararnas erövring av Jerusalem var det i gravkyrkan som Gottfrid av Bouillon utsågs till det nyutropade Kungariket Jerusalems ledare. Han valde att inte kalla sig kung utan Advocatus Sancti Sepulchri, ungefär "Heliga gravens beskyddare". Under 1100-talet bebyggdes området som tidigare bestått av flera kapell och de heliga platserna samlades under ett tak. Kyrkan fick vara kvar även efter att Saladin tog över Jerusalem och kristna pilgrimer fick besöka den enligt tredje korstågets fredsavtal.

### Senare tid
Franciskanerna renoverade kyrkan 1555 efter en lång tid av misskötsel trots ett stadigt ökande antal pilgrimer. Under århundradena som följde skulle kontrollen över Heliga gravens kyrka ständigt orsaka dispyter mellan de kristna samfunden i Jerusalem, främst de latinska och ortodoxa som ofta mutade lokala makthavare och vars rivalitet inte sällan eskalerade till regelrätta slagsmål mellan präster. För att få bukt med de konstanta oroligheterna kring helgedomen valde Höga porten att utfärda ett edikt år 1767 som delade upp själva kyrkobyggnaden mellan de olika sekterna. Efter en svår brand 1808, där kyrkokupolen rasade in, återuppbyggdes den 1810 i dåtida osmanskt inspirerad barock. Vid en jordbävning 1927 skadades kyrkan svårt och kunde inte repareras förrän på 1960-talet.

## Kyrkans ägandeförhållanden
Kyrkan är säte för patriarken av den Grekisk-ortodoxa kyrkan i Jerusalem, åt Romersk-katolska kyrkans högsta företrädare i staden, samt Armenisk-apostoliska kyrkans företrädare. Därtill används kyrkan av Koptisk-ortodoxa kyrkan, Etiopisk-ortodoxa kyrkan, och Syrisk-ortodoxa kyrkan. Dessa sex samfund har genom århundraden stridit om makten över kyrkan och det är en av anledningarna till att kyrkan inte restaurerats bättre och oftare.
Enligt muslimsk sed gick det inte att äga heliga platser, bara ha besittningsrätt. När Osmanska riket intog Jerusalem 1516 förändrades det och förenklat var det den som lagt taket som ägde en byggnad. Stridigheter och mutor mellan kristna samfund för att få göra renoveringar rasade under århundraden. År 1852 infördes "påbud om status quo för heliga platser" och ingenting fick förändras i gravkyrkan utan att alla ägare var överens. En stege som stod på en avsats ovanför huvudingången har därför inte kunnat flyttas. Stegen kallas Status-quo-stegen eller den oflyttbara stegen. Enligt en tradition glömdes den kvar av en hantverkare eller någon som tvättade fönstren men råkade stå där när påbudet infördes. Stegen kan anas på bilder från tidigt 1800-tal och användes antagligen av prästerna i det armeniska samfundet för att ta sig till en kryddträdgård på avsatsen och för att erbjuda prominenta gäster en bättre åskådarplats vid ceremonier. Stegen finns inte på alla avbildningar före 1852 men var förmodligen ett mer permanent inslag än tillfälligt kvarglömd.
Den grekiska kyrkan, som kallar den Anastasis, ungefär "Uppståndelsekyrkan," äger huvudkoret kallat Katholikon eller grekiska koret. Armeniska kyrkan äger Sankt Helenas krypta som de helgat till Armeniens apostel, Gregorios Upplysaren. Katolska kyrkan äger två franciskanska kapell helgade till Jungfru Marias uppenbarelse, det vill säga den katolska traditionen att Jesus först visade sig för sin mor när han återuppstod och en underjordiska kryptan helgad till upphittandet av det sanna korset.
De tre mindre ortodoxa samfunden, det koptiska, syriska och etiopiska har rättigheter till vissa delar av kyrkan. Till exempel lever de etiopiska munkarna i en sorts afrikansk by, Deir es-Sultan, på kyrkans tak.
De sex samfunden som ska samsas om utrymmet kommer ofta i konflikt med varandra och provocerar medvetet och omedvetet de andra till exempel under gudstjänster och festivaler. Konflikterna har flera gånger utmynnat i handgemäng mellan munkar och präster mellan de olika samfunden, till exempel efter  att en koptisk munk flyttade sin stol in i skuggan och hamnade på etiopiska samfundets område 2002 eller när en dörr till ett katolskt kapell lämnats öppen 2004 under en ortodox festival.

## Kyrkans nyckel
Kyrkans nyckel och kyrkportens öppnande och låsande hanteras av hävd av två väktare från två muslimska familjer eftersom de kristna grenarna inte kunnat hålla sams.
En av medlemmarna ur den ena familjen, Nusseibeh, öppnar porten efter att ha fått nyckel av den andra familjen, Joudeh, som förvarar den. Efter öppnandet tar familjen Joudeh åter hand om nyckeln. Enligt familjen Nusseibehs familjetradition fick de ansvaret för nyckeln och öppnandet redan 638, de fördrevs av korsfararna men återvände med samma ansvar under Saladin från 1187. Enligt familjen Joudeh har de haft hand om nyckeln sedan Saladin, medan Nusseibeh hävdar att de inte fick det förrän 1612.
Porten öppnas och stängs normalt två gånger per dygn. Den öppnas på morgonen klockan fyra, stängs halv tolv på förmiddagen, öppnas en timme senare och stängs för natten en kvart efter solnedgången. Mot en avgift kan porten hållas öppen längre eller öppnas även vid andra tider. Vid öppnandet och stängande har en representant från de tre samfunden som äger kyrkan normalt rätt att delta, med några undantag. På till exempel skärtorsdagen öppnas porten bara för den katolska kyrkan klockan halv elva på kvällen.
Vid öppnandet överlämnar Joudeh nyckeln till Nusseibeh som knackar på kyrkporten och en representant från någon av samfunden öppnar och sticker ut en liten stege. Samfunden har då kommit överens om vem som ska räcka över stegen och förvara den till kyrkans stängande. Nusseibeh klättrar upp på stegen för att nå de övre låsen och dörren öppnas. Stegen lämnas tillbaks till  kyrkans representant.

## Galleri

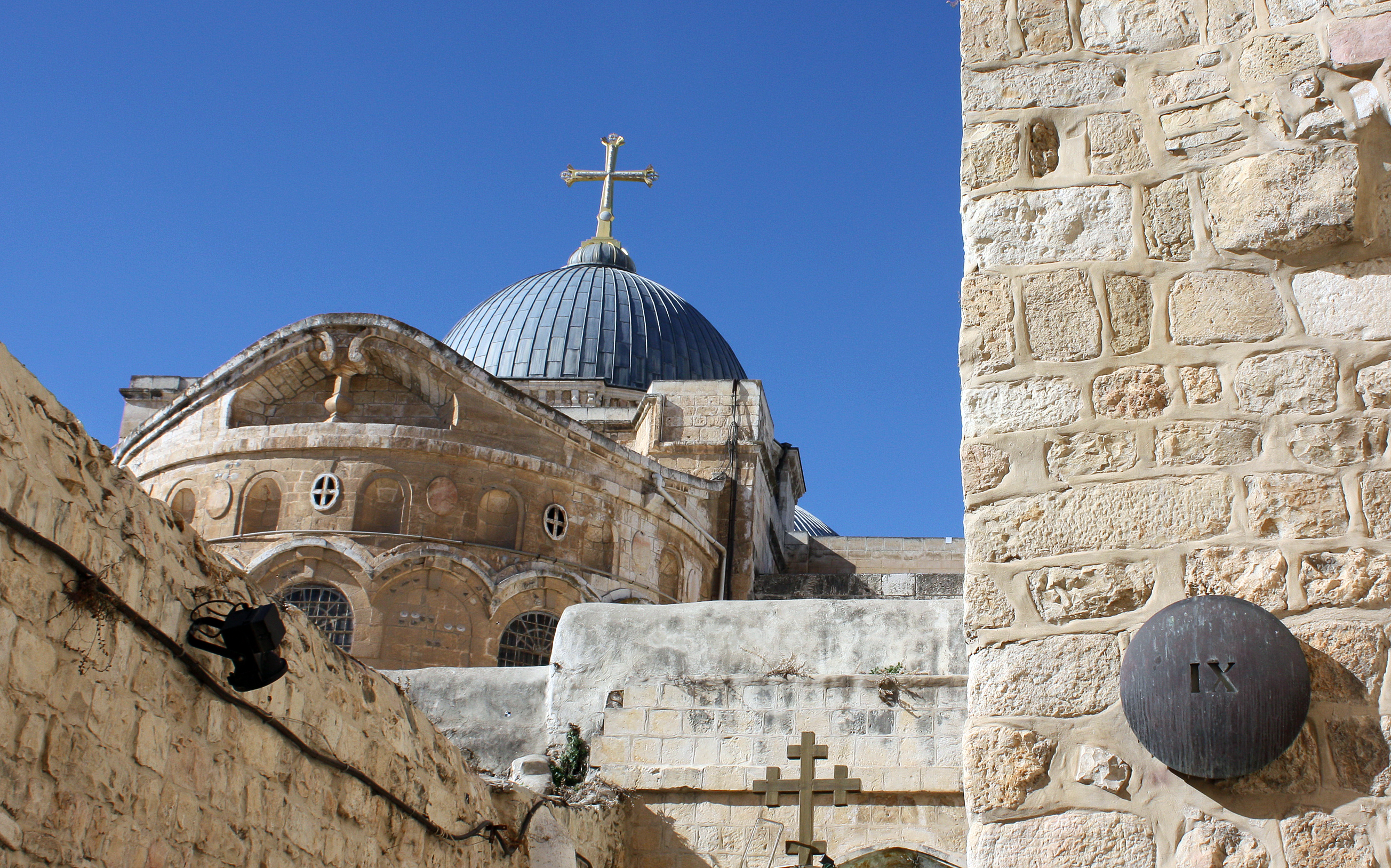
Exteriör
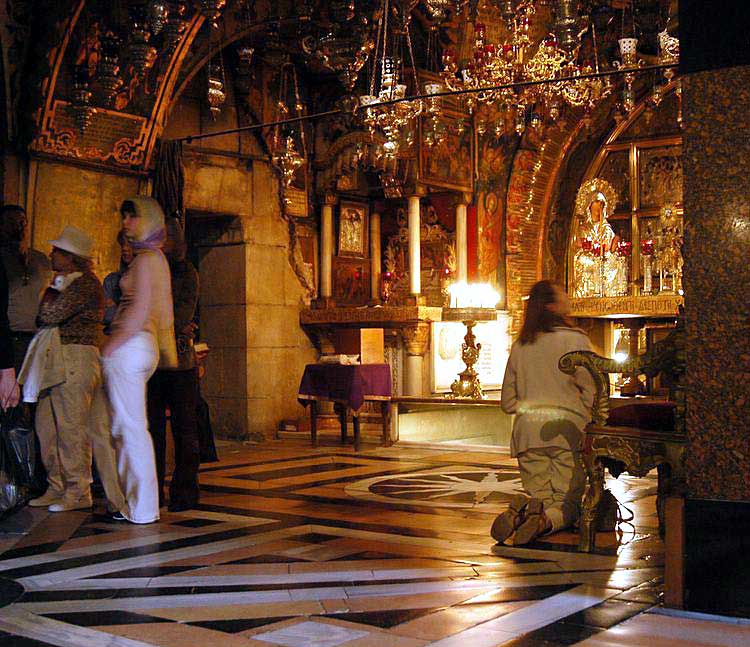
Interiör
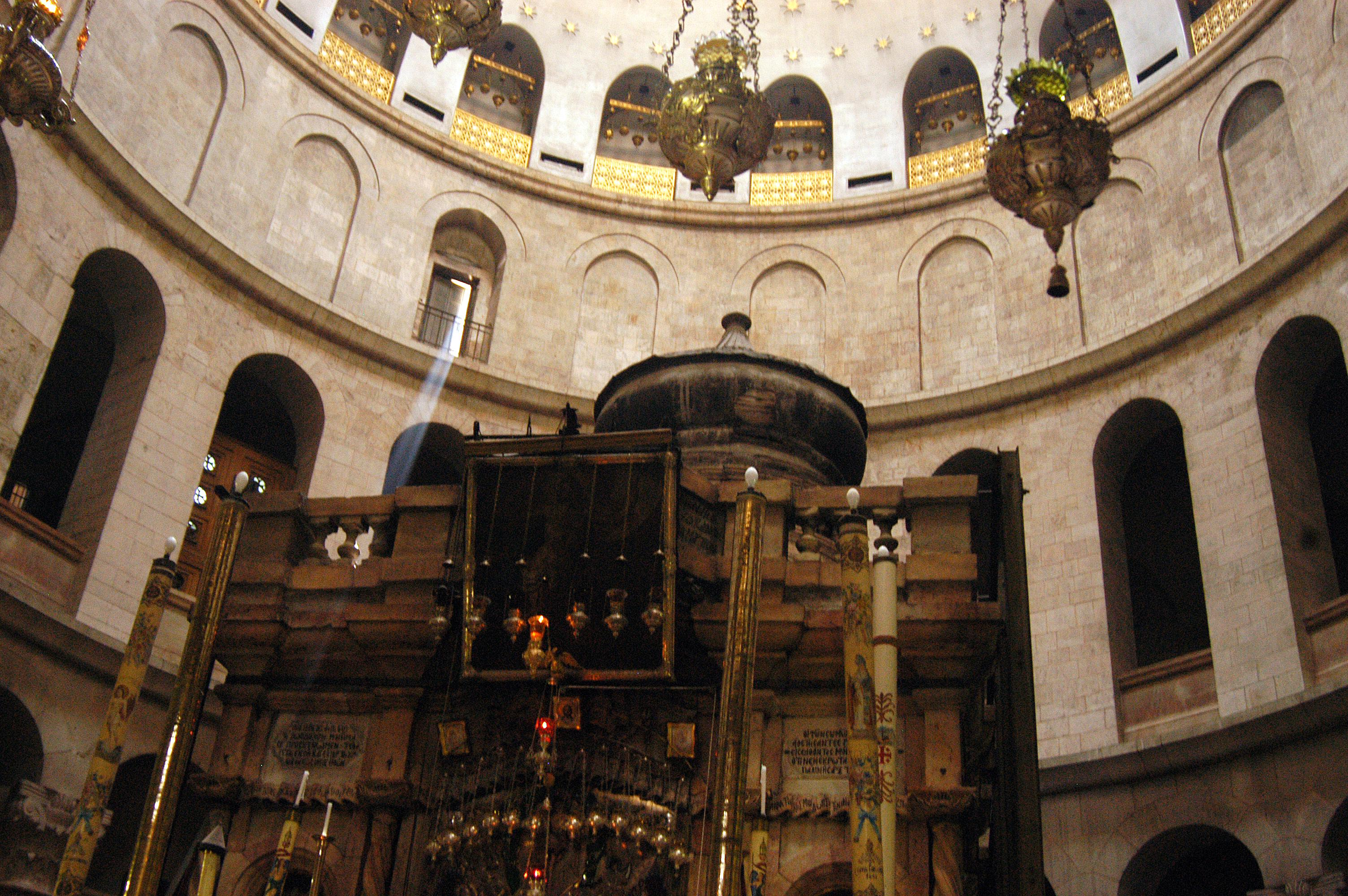
Jesu grav
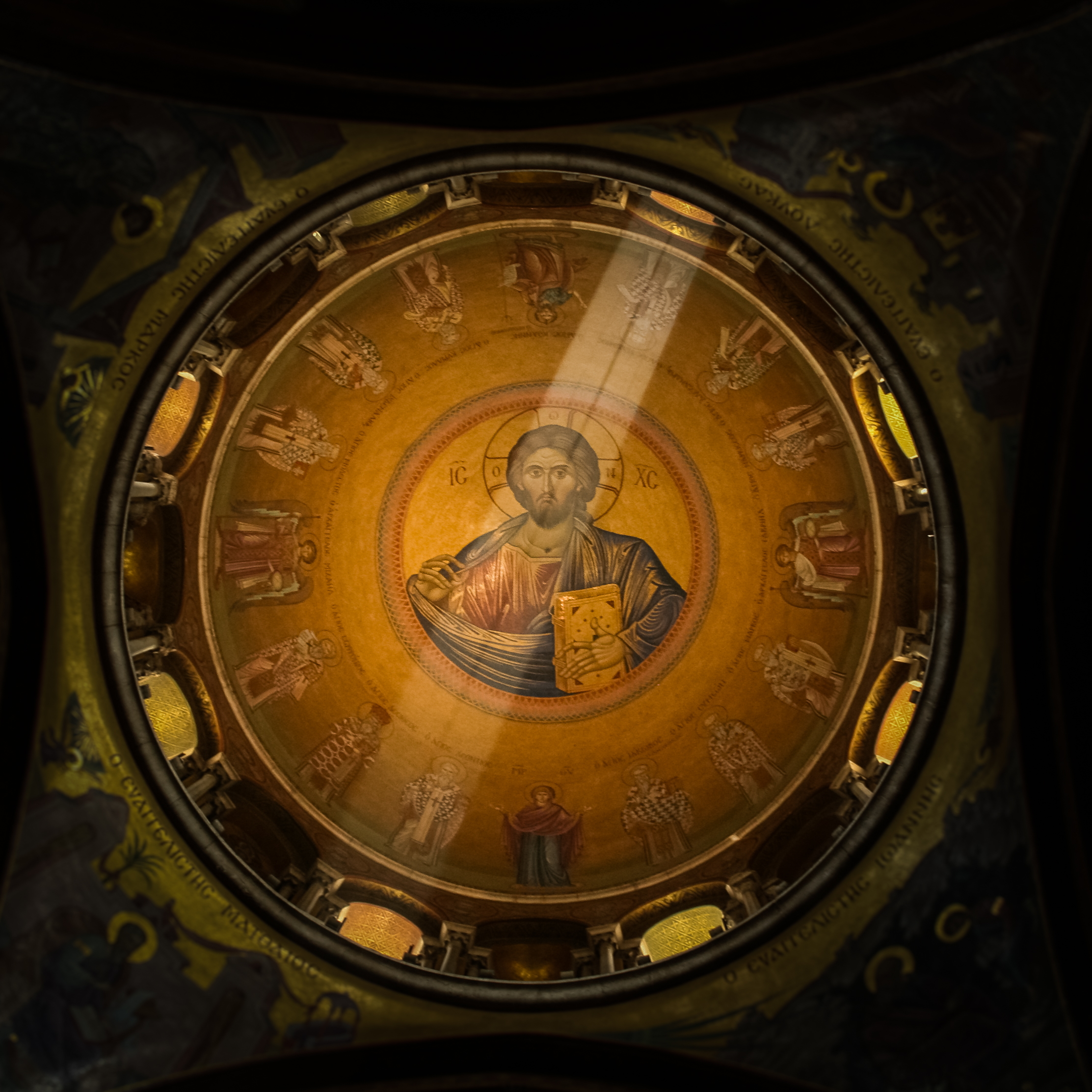
Katolikon